# Andrei al III-lea al Ungariei
Andrei al III-lea supranumit Venețianul (în maghiară III. (Velencei) András/Endre, în croată Andrija III., în slovacă Ondrej III.; n. 1265, Veneția, Republica Veneția – d. 14 ianuarie 1301, Buda, Regatul Ungariei⁠(d)) a fost rege al Ungariei între 1290 și 1301. A fost ultimul urmaș pe linie bărbătească din dinastia Arpadiană.

## Copilăria
Andrei s-a născut la Veneția, fiind nepotul lui Andrei al II-lea al Ungariei (1205–1235) și unicul fiu al celui mai tânăr dintre fiii acestuia (posibil nelegitim), ducelui Ștefan de Slavonia născut din cea de-a treia căsătorie a regelui cu Beatrice d'Este. Mama sa era Tomasina Morosini, descendenta unei familii de patricieni venețieni. După moartea tatălui său în 1272, Andrei a fost educat de familia sa din Veneția.
În 1278, Ivan Kőszegi, un aristocrat care deținea câteva cetăți în vestul Regatului Ungariei, l-a chemat la el. Ajuns în regat, Andrei a revendicat ducatul Slavoniei, dar regele Ladislau al IV-lea al Ungariei l-a refuzat. După acest eșec, Andrei s-a întors la Veneția.
La începutul lui 1290 Ivan Kőszegi și Lodomer, arhiepiscopul de Esztergom, care îl excomunicase pe regele Ladislau al IV-lea, l-au rechemat pe Andrei în Ungaria și i-au oferit coroana. Andrei a acceptat oferta, dar a fost arestat de un nobil maghiar, Arnold de genere Hahót care l-a predat ducelui Albert I al Austriei.

## Rege al Ungariei
La 10 iulie 1290 regele Ladislau al IV-lea a fost asasinat de proprii săi adepți cumani; astfel, ramura principală a dinastiei Arpad s-a stins. Andrei, informat de moartea regelui, a fugit de la Viena și s-a dus la Strigoniu, unde arhiepiscopul Lodomer l-a încoronat la 23 iulie 1290. După încoronare, o adunare de „prelați, baroni și nobili” din regatul Ungariei adunați la Óbuda l-a împuternicit pe noul rege să reexamineze donațiile predecesorului său. Andrei s-a căsătorit imediat cu o prințesă poloneză, Fennena a Cuiaviei.
Legitimitatea domniei lui Andrei a fost pusă imediat la îndoială, întrucât tatăl său fusese declarat bastard de frații săi; astfel, noul rege a avut de contracarat alți pretendenți la tron. La 31 august 1290, regele Rudolf I al Austriei, care considera Ungaria ca parte a Sfântului Imperiu Roman, l-a proclamat rege al Ungariei pe fiul său, ducele Albert I al Austriei. De asemenea, un aventurier din Polonia a revendicat și el coroana, pretinzând că este prințul Andrei al Slavoniei, fratele mai mic al regelui Ladislau al IV-lea al Ungariei, dar armata sa a fost învinsă de căpitanii lui Andrei. În aprilie 1291, regina Maria a Neapolelui, sora regelui asasinat, a revendicat și ea coroana, la început pentru ea, apoi pentru fiul ei Carol Martel de Anjou, iar după moartea acestuia (1295) pentru nepotul său Carol Robert.
La începutul lui 1291 Andrei al III-lea a vizitat părțile estice ale regatului, unde adunările nobilimii locale din Oradea și Alba Iulia i-au acceptat domnia. După aceea, a condus o campanie victorioasă împotriva Austriei. Ducele Albert I al Austriei, prin pacea semnată la 26 august 1291 la Hainburg, a renunțat la revendicarea asupra Ungariei. În compensație, Andrei al III-lea i-a promis demolarea mai multor cetăți mici ale clanului Kőszegi, aflate la granița celor două țări; din această cauză, Miklós Kőszegi s-a revoltat, în alianță cu familiile Babonić și Frankopan, adepți ai reginei Neapolelui. Regele a încercat să calmeze rebeliunea, dar a fost luat prizonier de Miklós Kőszegi și a fost obligat să plătească răscumpărare pentru a fi eliberat.
În 1293 Andrei al III-lea și-a chemat mama în Ungaria. Ea a negociat cu mai mulți baroni rebeli (Henrik Kőszegi, Stefan Dragutin), pe care i-a convins să accepte domnia fiului ei. În 1294 și 1295 Andrei al III-lea și mama sa au condus mai multe campanii împotriva armatelor lui Carol Martel de Anjou.
După moartea primei sale soții, la 6 februarie 1296, Andrei al III-lea s-a căsătorit cu Agnes a Austriei, fiica ducelui Albert I. Cu susținerea noului său socru, a învins revolta lui Miklós Kőszegi și Matei Csák al III-lea, și a ocupat castelele Kőszeg și Bratislava. În 1298 Andrei l-a ajutat cu armată pe socrul său împotriva regelui german Adolf.
Andrei al III-lea nu a reușit, însă, niciodată să-și întărească poziția în propriul regat, din cauză că mari părți din acestea erau sub influența unor baroni puternici, cum ar fi Miklós Kőszegi, Matei Csák al III-lea și László Kán. Mai mult, noul arhiepiscop al Strigoniului, Gergely Bicskei, numit de papa Bonifaciu al VIII-lea în 1298, îi susținea pe pretendenții napolitani. Deși adunarea „prelaților, nobililor, sașilor, secuilor și cumanilor”, ținută în august 1298 la Pesta, a reconfirmat domnia lui Andrei, arhiepiscopul a început să organizeze grupările clericale care-l susțineau pe prințul napolitan, Carol Robert. Când, în anul următor, arhiepiscopul a refuzat deschis să apară la adunarea „prelaților și nobililor”, regele a confiscat pământurile arhiepiscopiei.
În august 1300 Carol Robert a debarcat la Split și a ocupat Zagrebul cu susținerea croaților. Andrei a fost împiedicat să contraatace de faptul că mama sa a murit și apoi și el s-a îmbolnăvit și a murit. A fost înmormântat la  Buda.
Moartea la 14 ianuarie 1301 a lui Andrei al III-lea a pus capăt liniei masculine a Arpadienilor. Unul dintre contemporanii săi l-a numit „ultimul lăstar de aur al Arpadienilor”.